# La Panthère des neiges (film)
Pour le livre français de 2019, voir La Panthère des neiges.
Pour plus de détails, voir Fiche technique et Distribution.
La Panthère des neiges est un documentaire français réalisé par Marie Amiguet et Vincent Munier, et sorti en 2021. Il suit le parcours de Vincent Munier et Sylvain Tesson au Tibet, à la recherche de la panthère des neiges. Il est adapté du récit La Panthère des neiges de Sylvain Tesson, lauréat du prix Renaudot 2019.
Présenté en première dans la section Cinéma pour le Climat au Festival de Cannes 2021, le film remporte le César du meilleur film documentaire aux César 2022, ainsi que le Lumière du meilleur documentaire aux Lumières 2022.

## Synopsis
Ce documentaire suit le parcours de Vincent Munier et Sylvain Tesson au Tibet à la recherche de la panthère des neiges. Pendant les longues heures d'affût pour apercevoir l'animal, les deux hommes apprécient la  beauté des paysages et discutent de la place de l'Homme dans le monde du vivant.

### Espèces présentes dans le film
Liste non exhaustive des espèces à l'écran :
- Panthère des neiges (Panthera uncia) ;
- Loup de l'Himalaya (Canis himalayensis) ;
- Chat de Pallas (Otocolobus manul) ;
- Renard du Tibet (Vulpes ferrilata) ;
- Marmotte de l'Himalaya (Marmota himalayana) ;
- Renard roux (Vulpes vulpes) ;
- Ours brun (Ursus arctos) ;
- Yack sauvage (Bos grunniens) ;
- Âne sauvage du Tibet ou Kiang (Equus kiang) ;
- Cerf de Thorold (Cervus albirostris) ;
- Antilope du Tibet (Pantholopos hodgsonii) ;
- Gazelle du Tibet (Procarpa picticaudata) ;
- Grand Bahral (Pseudois nayaur) ;
- Pika du Ladakh (Ochotona ladacensis) ;
- Chevêche d'Athéna (Athene noctua) ;
- Accenteur rougegorge (Prunella rubeculoides) ;
- Faucon sacre (Falco cherrug) ;
- Gypaète barbu (Gypaetus barbatus) ;
- Rougequeue de Güldenstädt (Phoenicurus eythrogastrus) ;
- Huppe fasciée (Upupa epops).

## Fiche technique
- Titre : La Panthère des neiges
- Titre international : The Velvet Queen
- Réalisation : Marie Amiguet et Vincent Munier
- Scénario : Marie Amiguet et Vincent Munier
- Musique : Warren Ellis et Nick Cave
- Photographie : Vincent Munier, Marie Amiguet et Léo-Pol Jacquot
- Son : Vincent Munier, Marie Amiguet et Léo-Pol Jacquot
- Montage : Vincent Schmitt et Marie Amiguet
- Production : Bertrand Faivre, Pierre-Emmanuel Fleurantin, Laurent Baujard, Vincent Munier
- Sociétés de production : Paprika Films, Kobalann, Le Bureau, Arte France Cinéma
- Société de distribution : Haut et Court
- Pays de production :  France
- Langue originale : français
- Genre : documentaire
- Durée : 92 minutes
- Dates de sortie :
  - France : 13 juillet 2021 (Festival de Cannes) ; 15 décembre 2021 (sortie nationale)
  - Suisse romande : 15 décembre 2021
  - Belgique : 30 mars 2022

## Distribution
- Vincent Munier
- Sylvain Tesson

## Accueil

### Critiques
Sur le site Allociné, le film récolte une note de 3.8/5 en moyenne, sur 22 critiques presse. Étienne Sorin, du Figaro, estime que le film, « est bien plus qu'un documentaire animalier. C'est un film sur le regard, sur le visible et l'invisible ». Clarisse Fabre, du Monde, écrit : « On entre dans le documentaire à pas feutrés, le film dispensant au compte-gouttes ses images à couper le souffle. » Frédéric Foubert, de Première, estime pour sa part que « L'écrivain-voyageur joue avec humour son rôle de globe-trotteur survolté soudain obligé de marquer un temps d'arrêt, mais son côté showman installe également une contradiction au cœur du film, en parasitant par la parole et un déluge d'aphorismes un très beau livre d'images, censé vanter l’importance de la contemplation et du silence. »

## Distinctions

### Récompenses
- Lumières 2022 : Meilleur documentaire
- César 2022 : Meilleur film documentaire

### Nominations
- César 2022 : 
  - Meilleur premier film
  - Meilleure musique originale pour Nick Cave et Warren Ellis